# Pornografiekonsum von Jugendlichen
Pornografiekonsum von Jugendlichen bezeichnet die Verwendung von Pornografie durch Jugendliche. Der Konsum ist seit 1715 Thema politischer und öffentlicher Auseinandersetzungen. Seit 1973 ist der Konsum von Pornografie durch Jugendliche Thema wissenschaftlicher Untersuchungen, insbesondere seit der Verfügbarkeit des Internets. Aufgrund des Jugendschutzes ist der Pornografiekonsum von Jugendlichen stärker gesetzlich reguliert als bei Erwachsenen.

## Definition und Klassifikation
Wissenschaftliche Studien zum Pornografiekonsum Jugendlicher verwenden verschiedene Definitionen von Pornografie, einheitliche Definitionen werden gefordert. Je nach Studie werden auch Begriffe wie beispielsweise X-Rated oder Erotik verwendet oder wird keine Definition vorgenommen. Der Begriff werde uneinheitlich verwendet, sei  gesellschaftlich umkämpft und von moralischen Wertungen abhängig. Juristischen Definitionen im deutschsprachigen Raum ist gemeinsam, dass Pornografie die Darstellung sexueller Akte in aufreizender Form in den Vordergrund stellt und andere menschliche Bezüge weitgehend ausklammert.
Auf EU-Ebene wird Pornografie zu den schädlichsten audiovisuellen Inhalten für Minderjährige gezählt. In Deutschland werden pornografische Inhalte als entwicklungsbeeinträchtigende sowie jugendgefährdende Medien bezeichnet und erhalten keine Altersfreigabe. In Österreich sind nach dem Pornografiegesetz pornografische Inhalte ab 16 Jahren zugelassen, auf Länderebene bestehen nach den Jugendschutzgesetzen in Österreich teils abweichende Regelungen. In der Schweiz ist Pornografie generell ab 16 Jahren zugelassen.

## Demografie
Forschungen über jugendlichen Pornografiekonsum untersuchten Jugendliche im Alter von 10 bis im Durchschnitt 24 Jahren (teils abweichend zu 12–32 Jahren).  Die gewählte Altersspanne wird begründet mit der Besorgnis über die Auswirkungen des Konsums insbesondere in diesem Altersbereich. Der Schwerpunkt der Studien liegt auf der Altersgruppe von 13 bis 18 Jahren.  Unterschieden wird zwischen dem absichtsvollen Konsum (z. B. durch eigenständige Suche) und ungewolltem Kontakt (z. B. durch Werbung im Internet oder Spam E-Mails). Je nach Studie und untersuchter Gruppe haben zwischen 7 % und 98 % der untersuchten Jugendlichen bereits pornografische Inhalte gesehen. Als Gründe für diese Spannbreite werden methodische Unterschiede der Studien, technologische Veränderungen insbesondere durch das Internet sowie der kulturelle Kontext genannt, in dem die Erhebungen stattfanden.
Das Alter des ersten Konsums liegt bei heterosexuellen Jugendlichen zwischen 6 und 19 Jahren, mit einem Durchschnittsalter von 11 Jahren für Jungen und 12 Jahren für Mädchen. Aktuelle Studien deuten darauf hin, dass das Alter des Erstkontakts zu pornografischen Inhalten sinkt und männliche Jugendliche früher und häufiger als weibliche Jugendliche Pornografie konsumieren.
Neben der Masturbationshäufigkeit ist der Pornografiekonsum die einzige sexuelle Variable, bei der die Forschung übereinstimmend deutliche Unterschiede zwischen Jungen und Mädchen festgestellt hat.  Bei männlichen Jugendlichen ist die Motivation zum Konsum von Pornografie häufiger Neugierde, der Wunsch nach sexueller Erregung und Unterhaltung. Bei Jungen wird häufiger das gemeinsame Anschauen von Pornografie beobachtet. Während Jungen Pornografie im Allgemeinen kritisch gegenüberstehen, sind Mädchen von Pornografie häufiger abgestoßen: Sie finden sie oft dumm, eklig und haben zu ihr eher negative Einstellungen. Andererseits wird Pornografie von Jugendlichen auch als normal, als Teil des täglichen Lebens und natürlichen Aspekt der Sexualität angesehen.
Bei autistischen männlichen Jugendlichen wird weniger Pornografiekonsum als bei neurotypischen Jugendlichen beobachtet (ASD 41,5 % gegenüber neurotypisch 75,9 %), auch die Häufigkeit von Masturbation zu Pornografie ist geringer (ASD 39 % vs. neurotypisch 75,9 %). Bei weiblichen Jugendlichen fand man diesen Unterschied nicht.
Die Studienlage zum Pornografiekonsum von LGBTQ-Jugendlichen ist uneinheitlich. Bőthe verweist auf Studien, die teils fünf- bis sechsfach höhere Prävalenzen von erwünschtem bzw. unerwünschtem Kontakt zu Pornografie bei LBGTQ-Jugendlichen ergaben, wie auch auf andere Erhebungen, bei denen keine signifikanten Unterschiede zu heterosexuellen Jugendlichen beobachtet werden konnten.  Als Ursache werden auch hier große soziokulturelle Unterschiede je nach Land der Untersuchung sowie methodologische Unterschiede genannt.

### Inhalte
Der Zugang Jugendlicher zu Pornografie hat sich mit der technologischen Entwicklung gewandelt. Während 2013 neben Internetpornografie noch das Fernsehen oder DVD-Shops genannt wurden, werden in aktuelleren Studien überwiegend Internet-Angebote thematisiert. Die Untersuchung der von Jugendlichen konsumierten Inhalte beschränkt sich im überwiegenden Teil der Studien auf die allgemeine Nutzung von „Pornografie“, weiter auf problematisierte Aspekte wie Gewaltdarstellungen in den konsumierten Medien, dem freiwilligen oder unfreiwilligen Konsum sowie der damit verbundenen Emotionen. Selbst in Bezug auf LGBTQ-Jugendliche wurden in nur zwei von 11 Studien Fragestellungen nach der Art der konsumierten Inhalte gestellt.
Jugendliche beiderlei Geschlechts konsumieren auch als gewaltsam wahrgenommene pornografische Inhalte. Inwieweit dabei Gewaltpornografie oder konsensuelles Handeln dargestellt wird, bleibt dabei in der Regel unklar. So ergab eine Studie Anteile von 29 % der männlichen und 16 % der weiblichen Befragten, die Gewaltpornografie konsumiert hatten, Konsensualität wurde nicht abgefragt, selbst Bücher und Comics wurden gewertet. Bei ähnlicher Fragestellung bezogen auf physische Gewalt in pornografischen Videos konsumierten demnach nur 3 % der Jugendlichen entsprechende Medien.
Die meisten Jugendlichen sahen sich „normale“ Pornografie an, und nur wenige bizarre, groteske und abartige Inhalte. „Normale“ Pornografie wurde positiv oder akzeptabel bewertet und zur Masturbation verwendet. Bizarre Inhalte werden meist in „Peer“-Gruppen zu Unterhaltung verwendet und wurden als abseitig, gelegentlich, und verstörend beschrieben. Zu den Vorlieben von männlichen Jugendlichen gehören, „normaler“ Sex zwischen Mann und Frau, der natürlich und echt wirkt, in verschiedenen Stellungen, darunter Oralsex. Und Sex zwischen zwei Frauen, die z. B. ein schönes Gesicht, große Brüste, einen „richtigen“ Hintern haben, ob blond oder Latina. Dagegen interessiert die Masturbation einer einzelnen Frau die meisten nicht. Manche Frauen konsumieren auch zusätzlich lesbische Pornografie. Manche männliche Jugendliche fühlen sich von dem Mann im Film gestört. Den Jungen zufolge soll der Mann nicht „eklig“ aussehen, nicht übergewichtig sein, und keinen behaarten Hintern haben. Der heterosexuelle Analverkehr gehört wie Schwulenpornos zu den akzeptieren Handlungen. Gruppensex wird von wenigen Jugendlichen abgelehnt. Dreier und Vierer wurden nur akzeptiert, wenn ein Mann und mehrere Frauen beteiligt sind. Manche Jugendliche betrachten Pornografie als homosexuell, wenn zwei Männer mitmachen. Nicht erregend fanden die heterosexuellen Jungen Schwulenpornos sowie ungewöhnliche oder paraphile Inhalte wie Kot- oder Urinspiele, BDSM, anale oder vaginale Einführung von Gegenständen, Deepthroating, Fisting, Fetische (wie Fußfetische), Sex mit Tieren, Vergewaltigungen, Gang Bangs, Animationen von Sex zwischen Monstern oder gewalttätige Darstellungen. Diese Inhalte wurden meist sehr ablehnend beschrieben. Jungen mit mittlerer Pornografieerfahrung haben häufiger extreme Pornos gesehen, als Jungen mit geringer Erfahrung. Kinderpornografie (über Sexting hinaus) hatten die meisten Jugendlichen nicht gesehen, sondern nur davon gehört. Kinderpornografie wurde massiv verurteilt. Die Jugendlichen in diesem Interview hatten zu einem früheren Zeitpunkt häufiger Pornografie konsumiert. Als Gründe für die Verringerung der Verwendung wurde genannt, dass sie eine Freundin hatten, geringere Langeweile, verlorenes Interesse an Pornografie und sexuelle Erfahrungen als Fantasie verwenden. Der Konsum wurde aber nicht beendet, sondern wurde deutlich seltener. In den USA waren die häufigsten Formen von Pornografie bei städtischen, einkommensschwachen, schwarzen und hispanischen Jugendlichen Darstellungen heterosexuellen Geschlechtsverkehrs, in selteneren Fällen auch extremere Formen der Pornografie, wie Demütigung, Bestialität, Fesselspiele und Bukkake.
Ein Umbrella Review gab zu diesem Aspekt der Arten von Pornografie an, die Jugendliche verwenden, an: „Es braucht mehr Forschung über die Arten von Pornografie, die Jugendliche verwenden, anstatt dass man auf Spekulationen und Meinungen baut. Es sei davon auszugehen, dass Jugendliche keine passive „Dummköpfe“ oder „Opfer“ sind, sondern kritisch zu den sozialen Normen (wie die gesellschaftliche Erwartung Pornografie zu missbilligen) und Darstellungen in Pornografie stehen, die frauenfeindlich, rassistisch, homophob, transphob oder gewalttätig, nicht einvernehmlich sind, die einen Mangel an Liebe oder Intimität haben, den Schönheitsidealen folgen, wenig vernachlässigte Gruppen zeigen und oberflächliche Darstellungen zeigen, die sich nur auf sexuelle Handlungen und Genitalien beziehen“. Viele junge Menschen vertraten die Ansicht, dass Pornografie nur für Männer gemacht sei und das sexuelle Vergnügen von cisgender heterosexuellen Männern priorisiere. Pornografie positioniere Frauen dazu, die sexuellen Bedürfnisse der Männer zu befriedigen und dass es Lesben, Transgender und nichtbinäre Personen für die Betrachtung durch heterosexuelle Männer fetischisiere. Laut ihnen hält es männliche Dominanz und die Unterdrückung der Frauen aufrecht. Manche Frauen waren der Meinung, dass Darstellerinnen zu bestimmen Handlungen gezwungen werden, und andere kritisierten, dass Kinder leichten Zugang zu Pornografie haben, und dass Pornos nicht gesund, schädlich und gefährlich seien. Manche Jugendliche neigen zur Überschätzung der eigenen Fähigkeit, Pornografie kritisch zu bewerten, und zum Ignorieren ethischer Bedenken gegenüber der Pornografieindustrie, während andere Jugendliche kritisch zu den Produktionsbedingungen standen. Männer setzten sich weniger kritisch mit Pornografie auseinander als Frauen, und zögerten darüber zu sprechen, wie sich die Auswirkungen von Pornografie je nach Geschlecht unterscheidet.

## Prädiktoren
Als Prädiktoren (vorhersagende Eigenschaften) werden Eigenschaften bezeichnet, die eine erhöhte Verwendung von Pornografie vorhersagen. Hier wird nur gewollter Konsum von Pornografie betrachtet. Die vorhersagenden Eigenschaften ändern sich, wenn sich der Zugang zu Pornografie ändert (z. B. durch beschränkten Zugang) oder wenn sich der kulturelle Kontext ändert (z. B. wo die Verwendung gesellschaftlich normal ist oder nicht).

### Demografische Faktoren
Männliche Jugendliche verwenden Pornografie häufiger als weibliche Jugendliche. Als Gründe für diesen Unterschied wurde von weiblichen Jugendlichen genannt, dass sie andere Dinge wie Kosmetik interessanter finden, das Angebot nicht passend sei, dass man sich nicht in die Handlung hineinversetzen könne, dass man keine Erregung durch Pornografie erfahre, und von einem Jungen wurden genannt, dass die Verwendung von Pornografie durch Frauen sozial nicht erwünscht ist. Diese geschlechtsspezifischen Unterschiede bei der Verwendung von Pornografie sind in liberaleren Ländern weniger ausgeprägt als in weniger liberalen Ländern. Bei der Verwendung von Internetpornografie mit den Themen Zuneigung, Dominanz oder Gewalt fand man keine Unterschiede. Bisexuelle oder homosexuelle männliche Jugendliche verwenden häufiger Internetpornografie als heterosexuelle männliche Jugendliche. LGBTQ-Jugendliche verwenden Pornografie möglicherweise häufiger und intensiver, allgemein wurde unzureichende oder unangemessene sexuelle Aufklärung und fehlende sexuelle Informationen über die Mechanismen des Geschlechtsverkehrs oder Genitalien mit erhöhten Gebrauch von Pornografie in Verbindung gebracht. Bei LGBTQ-Jugendlichen gilt dies verstärkt, da deren sexuelle Aktivitäten nur selten in Sexualpädagogik-Programmen vorkommen. Beim Einfluss des Konsums auf die schulischen Leistungen sind die Ergebnisse gemischt, manche Studien fanden einen Zusammenhang, andere fanden keinen Zusammenhang.

### Persönlichkeitsbezogene Faktoren
Sensationslüsterne Jugendliche verwenden Pornografie häufiger als ihre Altersgenossen. Es gibt aber keinen Einfluss der Sensationslust auf die Themenwahl der Internetpornografie (d. h. Zuneigung, Dominanz, Gewalt). Narzisstische Züge und Bewältigung sagten eine stärkere Verwendung von Pornografie voraus. In ähnlicher Weise konsumierten Jugendliche mit geringerer Selbstkontrolle mehr Internetpornografie. Bei dem Selbstwertgefühl sind die Ergebnisse gemischt. Eine geringere wahrgenommene Autonomie war mit einer häufigeren Nutzung von Pornografie verbunden, ebenso wie eine größere Selbstwirksamkeit. Jugendliche mit einer hyperfemininen oder hypermaskulinen Geschlechtsorientierung kommen mit höherer Wahrscheinlichkeit mit Gewaltdarstellungen in Internetpornografie in Kontakt als Jugendliche ohne eine solche hypergeschlechtliche Orientierung. Die Nutzung von Internetpornografie sagte eine permissive Einstellung zu Pornografiekonsum voraus, während eine permissive Einstellung die Nutzung von Pornografie nicht vorhersagte. Diese Verwendung sagte nicht nur stärkere stereotype Überzeugungen im Laufe der Zeit voraus, stereotype Überzeugungen sagten auch eine häufigere Nutzung von Internetpornografie im Laufe der Zeit voraus. Dieser Zusammenhang war bei männlichen Jugendlichen deutlich stärker ausgeprägt als bei weiblichen und wurde durch die Vorliebe für Pornografie vermittelt. Die Verwendung von Pornografie sagte eine größere sexuelle Beschäftigung, eine größere sexuelle Unsicherheit und eine größere sexuelle Unzufriedenheit voraus, aber weder die sexuelle Beschäftigung noch die sexuelle Unsicherheit oder die sexuelle Unzufriedenheit sagten durchweg die Nutzung von Internetpornografie voraus.
Jugendliche, die gegen Regeln verstoßen oder die psychotrope Substanzen konsumieren, konsumieren Pornografie häufiger. Der Konsum von Pornografie ist für eine Gruppe von Jugendlichen, die als „minderjährige Straftäter“ bezeichnet werden, am charakteristischsten. Bei religiösen Jugendlichen und solchen, die religiöse Schulen besuchen, sind die Ergebnisse widersprüchlich. Manche Studien zeigten, dass der Pornografiekonsum bei religiösen Jugendlichen geringer ist. Das ist damit verbunden, dass Religiosität mit einer höheren Selbstkontrolle, einer negativeren Einstellung gegenüber Pornografie und dem Gefühl, dass das Ansehen von Pornografie gegen soziale Erwartungen und Normen verstößt, assoziiert ist. In anderen Studien wurde keine geringere Nutzung beobachtet werden. Ob die Jugendlichen in der Schule waren und bei beiden Elternteilen lebten, steht in keinem Zusammenhang mit der Nutzung von Pornografie. Eine negative Einstellung gegenüber der Schule sowie gegenüber Freunden, die abweichende Aktivitäten ausüben, wurden mit einer stärkeren Nutzung von Internetpornografie in Verbindung gebracht.
Jugendliche mit einem größeren sexuellen Interesse sowie diejenigen, die auch sexuelle Inhalte in anderen Medien nutzten, sind auch häufiger mit Internetpornografie konfrontiert. Der Wille, mehr über Pornografie zu erfahren, liegt bei Mädchen bei 14 % und bei den Jungen bei 18 %. Die Nutzung von Internetpornografie ist bei Jugendlichen mit besseren digitalen Kenntnissen höher, während die Nutzung von Pornografie nicht mit den Computerkenntnissen der Jugendlichen zusammenhängt. Die Nutzung von Internetpornografie scheint geringer zu sein, wenn Filtersoftware installiert ist. Jugendliche, die häufiger Internetpornografie nutzten, nutzten das Internet auch allgemein häufiger und für verschiedene Aktivitäten, wie z. B. Filesharing, Sexualerziehung, Gespräche mit Fremden, Internetspiele und den Kauf von Waren.

### Entwicklungsbezogene Faktoren
Manche Studien zeigten, dass der Pornografiekonsum mit dem Alter zunimmt, andere konnten dagegen keinen solchen Anstieg feststellen. Jüngere Jugendliche scheinen stärker auf Internetpornografie mit dem Thema Zuneigung zu reagieren, hingegen ältere Jugendliche stärker auf Pornografie mit dem Thema Dominanz. Eine häufigere Nutzung von Internetpornografie tritt sowohl bei Jungen als auch bei Mädchen mit fortgeschrittener Pubertät auf. Größere sexuelle Erfahrung wurde mit einer häufigeren Nutzung von Internetpornografie in Verbindung gebracht, und in einer anderen Studie mit einer weniger häufigen Nutzung von Internetpornografie bei Mädchen. Kompetenzen wie die Fähigkeit, Probleme zu lösen, Ziele zu setzen, wirksame Verhaltensentscheidungen zu treffen und entsprechend zu handeln, wurden mit einer häufigeren Nutzung von Pornografie in Verbindung gebracht. Im Gegensatz dazu standen positive Eigenschaften in der Jugendentwicklung (z. B. soziale Kompetenz, Selbstwirksamkeit und moralische Kompetenz) im Zusammenhang mit einem selteneren Pornografiekonsum, sowohl im Internet als auch in weniger traditionellen Medien.

### Soziale Faktoren
Ein geringeres Engagement für die Familie, ein schlechtes Funktionieren der Familie im Allgemeinen und insbesondere eine geringere Gegenseitigkeit in der Familie wurden mit einem stärkeren Pornokonsum in Verbindung gebracht. Das Gleiche gilt für eine schlechte emotionale Bindung zur Betreuungsperson (bei Internetpornografie) und bei Betreuungspersonen, die disziplinäre Zwangsmaßnahmen anwenden (bei traditioneller Pornografie). Darüber hinaus standen familiäre Konflikte und eine schlechte familiäre Kommunikation in Zusammenhang mit einem höheren Pornografiekonsum im Internet und in traditionellen Medien, die durch eine weniger positive Jugendentwicklung vermittelt wurde. Schwächere prosoziale Einstellungen hängen ebenfalls mit häufigerem Pornografiekonsum zusammen. Restriktive elterliche Überwachung mit installierter Blockierungssoftware wurde mit weniger Pornografiekonsum im Internet in Verbindung gebracht. Wenn junge Menschen auf bevorzugte Pornografie zugreifen wollen, schaffen sie es auch an Bezahlschranken, Identitätsprüfung und Sperrung von Websites durch Eltern und Schulen vorbeizukommen. Diese Barrieren wurden von jungen Menschen nicht als abschreckend empfunden und konnten auf Wunsch leicht überwunden werden. Im Gegensatz dazu steht elterliche Kontrolle und Gespräche mit Kindern über Internetpornografie in keinem Zusammenhang zur Nutzung von Internetpornografie.
Eine häufigere Nutzung von Online-Pornografie tritt auf, wenn die Mehrheit der Freunde der Jugendlichen jünger war, wenn die Jugendlichen das Internet bei ihren Freunden zu Hause nutzten, wenn sie häufiger mit ihren Freunden über Pornografie kommunizierten (nur bei Männern) und wenn Gleichaltrige in der Wahrnehmung Pornografie verwenden  (nur bei Frauen). Nutzung auf Mobilgeräten tritt gehäuft auf bei Menschen, die beliebter bei gleich- oder andersgeschlechtlichen Gleichaltrigen sind oder bei Menschen, die einen Wunsch nach Beliebtheit haben oder Gruppendruck erleben. Die Bindung an Gleichaltrige steht in keinem Zusammenhang mit der Nutzung von Internetpornografie durch Jugendliche. In Bezug auf die Viktimisierung verwenden Jugendliche mit größerer Wahrscheinlichkeit Internetpornografie, wenn sie online belästigt und in ihrem Offline-Leben viktimisiert wurden. Insgesamt sind Jugendliche, die Pornografie am meisten verwenden, männliche, sensationssuchende Jugendliche in einem fortgeschrittenen Stadium der Pubertät, mit schwachen oder gestörten Familienbeziehungen.

## Motivationen
Zu den Motivationen für den Gebrauch von Internetpornografie gehören:
- Neugierde und Informationssuche: Neugier, um zu lernen, wie Sex und Sexualorgane funktionieren, wie Sexualpositionen und Sexualrollen durchzuführen sind, wie man sich dabei verhalten soll, und wie man masturbiert und ejakuliert,[5] oder um generell ein besseres Verständnis von sexuellen Verhalten und Körper[16] zu bekommen, ohne das emotionale und physiologische Risiko eines Sexualaktes einzugehen,[16] ist ein Grund für das Aufsuchen von Internetpornografie. Die Jugendlichen gaben an, dass sie sich Pornografie zunächst aus Neugierde an Sex oder an der Pornografie selbst angesehen haben, und wenn sie älter werden als Quelle für sexuelle Rollen und Erwartungen, sowie die Möglichkeit, Mechanismen und Techniken bestimmter und neuer sexueller Handlungen zu studieren.[16] Das ist jedoch weniger ein Grund für den Konsum von Pornografie, insbesondere bei häufigen Nutzern. Der hedonische Wert neuer Informationen kann vorhersagen, wie sehr sich der Einzelne damit beschäftigt. Dieser Grund wurde weniger häufig genannt als Erregung, Vergnügen oder Masturbationshilfe.[31] Welche Untergruppen von Jugendlichen Pornografie verwenden, um etwas über Sex und Sexualität zu lernen, ist nicht bekannt.[3] Aber das Vorkommen ist bei Männern erhöht.[16] Junge Menschen beschreiben, dass die Sexualerziehung durch die Betreuer und die Schulen nicht genügend Informationen lieferte, um ihre Fragen über Sex zu beantworten, da die Sexualerziehung limitiert war, und sich nur auf Geschlechtskrankheiten, Schwangerschaftsrisiko und heterosexuellen Sex konzentrierte, oder übersprungen wurde. Für Jugendliche hat Pornografie einen erhöhten Wert, da es Informationen bereitstellte, die in der Sexualerziehung nicht vorkamen. Die Jugendlichen sahen die Pornografie als eine unvermeidliche oder notwendige Quelle von Informationen.[16] Von Jugendlichen wurde vorgeschlagen, Sexualerziehung zu erweitern, mit Möglichkeiten, mit denen junge Menschen Pornografie kritischer bewerten können, Verringerung der mit dem Betrachten von Pornografie verbundenen Scham, Zustimmung, Beziehungsmanagement, Verhandlungsgeschick und um zu lernen, wie man sich selbst und seinen Partner befriedigt, mit kritischem Betrachten von Körperbild und sexuellen Erwartungen, sowie physische und psychische Sicherheit in Bezug auf Vergnügen und sexuelles Funktionieren. Die Jugendlichen wünschten sich, dass Erwachsene sachlich über Sex sprechen und Gespräche in kleinen Gruppen vertrauenswürdiger Gleichaltriger anregen.[16] In Deutschland, gaben im Jahr 1980, 50 % der Mädchen und 2014, 35 % der Mädchen an, dass sie mehr über sexuelle Praktiken wissen wollen, das Vorkommen lag bei Jungen bei 58 % im Jahr 1980, und 36 % im Jahr 2014.[34]
- Erregung und Steigerung: die einhergehende psychologische Verstärkung von Masturbation, bzw. die Befriedigung von sexuellem Verlangen[6] ist einer der Hauptgründe für den Gebrauch von Pornografie,[31] insbesondere bei Jungen im Solosetting mit einem Vorkommen von 70 %. Jungen, die mehr Pornografie gesehen haben, haben tendenziell auch öfter masturbiert.[6] Dies wurde manchmal als einen Ersatz für Intimität nach einer Trennung oder wenn ein Partner abwesend war, beschrieben.[16] Manche Mädchen, finden es abwegig, Pornografie zur Selbstbefriedigung zu verwenden, da sie Pornografie nicht erregend finden, das Vorkommen, dass Mädchen Pornografie als erregend finden, liegt bei 15 %, laut den Studienautoren ist diese Zahl als hoch einzuschätzen.[6]
- Intimität und Paarungsmotive: Eine weitere Möglichkeit für den Konsum von Pornografie sind Intimitäts- oder Beziehungsziele. Diese Ziele sind vor allem bei Frauen zu finden. Manche Männer und Frauen in heterosexuellen Beziehungen gaben an, dass sie Internetpornografie verwenden, um den Partner zu befriedigen oder um eine sexuelle Beziehung mit romantischen Partnern zu verbessern. Weniger als 20 % der Männer gaben an, Pornografie mit einer Partnerin zu konsumieren, im Vergleich zu etwa 90 %, die diese allein nutzten. Gemeinsamer Gebrauch ist jedoch keine primäre Motivation. Immer mehr junge Erwachsene erwarten, Pornografie in der Beziehung zu verwenden, was auf eine Änderung der Motivationen des Konsums von Pornografie in den nächsten Jahren hindeutet.[35][31] Der gemeinsame Konsum wurde aber nicht von allen als normalisiert gesehen. Manche jungen Frauen sahen die gemeinsame Nutzung als eine Bedrohung für die Beziehung und waren auch nicht immer einverstanden damit, Pornografie in die Beziehung mit einzubauen. Vor allem, wenn sie unter Druck gesetzt wurden, sich darauf einzulassen. Von manchen wurde beschrieben, dass die gemeinsame Verwendung immer noch von heteronormativen, geschlechtsspezifischen Konventionen geprägt war, und dass sich junge Männer eher auf die Verwendung von Pornografie beziehen und junge Frauen eher auf Kontext, Privatsphäre und Regulierung. Der Konsum von Pornografie war für manche Frauen nur innerhalb einer Beziehung akzeptabel. Dies kann dazu führen, dass junge Frauen indirekt unter Druck gesetzt werden, sich mit Pornografie zu befassen und ihren Konsum außerhalb gesellschaftlich akzeptierter Kontexte (d. h. in Beziehungen) zu regulieren, um ihre Privatsphäre zu schützen und die Stigmatisierung zu verringern.[16]
- Bewältigung: zuzüglich zur sexuellen Erregung ist die Verringerung oder Vermeidung von dysphorischen oder unangenehmen Zuständen eine wichtige Motivation und für den Gebrauch von Pornografie. Stimmungsmanagement und Stressabbau sind konsistente Gründe für den Konsum von Pornografie, um Gefühle von psychischer Belastung, Einsamkeit, und negative Emotionen zu managen. Dies steht in Verbindung mit problematischem Konsum von Pornografie (Pornosucht).[31]
- Langeweile und Unterhaltung: Langeweile wird als ein ungewünschter Zustand gesehen. Menschen sind motiviert diesem Zustand zu entgehen und belohnendes Verhalten wird angestrebt, was als häufiger Grund für den Konsum von Pornografie gesehen wird.[31] Unterhaltung und Humor, um z. b. etwas Peinliches, Verbotenes zu tun, und um sich absurde und bizarre Inhalte anzusehen,[6] wurden auch genannt. Das Betrachten von Pornografie mit Gleichaltrigen kann jungen Menschen die Möglichkeit bieten, die Reaktionen ihrer Altersgenossen zu z. b. groteske oder eklige Pornografie[6] zu beobachten und „normative Richtlinien“ in Bezug auf den Konsum von Pornografie sowie bestimmte Verhaltensweisen, Erfahrungen oder Körper, die in Pornografie zu sehen sind, zu bestimmen. Familienmitglieder, wie Vater und Cousins, waren manchmal die erste Quelle der Pornographieexposition, manche Elternteile hatten dabei das Ziel heterosexuelle Verhaltensweisen zu fördern und von gleichgeschlechtlichen Aktivitäten abzuschrecken.[16] Bei einem Viertel der Jugendlichen haben die Eltern von dem Pornokonsum gewusst, aber gelassen reagiert, für die meisten Jugendlichen und Eltern wäre es peinlich und unangenehm, wenn die Eltern von dem Pornokonsum wissen, aufgrund der Übertretung der intimen Zone.[6]
- Sexuelle-/Geschlechtliche Identität[19][5] LGBTQ-Jugendliche verwenden Pornografie, um ihre sexuelle oder geschlechtliche Identität festzustellen, je nachdem, welche Medien sie mehr erregen.[19] Pornografie spielt eine wichtige Rolle zur Validierung der eigenen sexuellen Orientierung, insbesondere für jene, die sich nicht in der dominanten Kultur widergespiegelt sahen.[16] Ebenso dient Pornografie zum Austesten, ob sie sich bereit fühlen, an LGBTQ-Aktivitäten teilzunehmen.[19] LGBTQ-Jugendliche gaben an, dass sie zuerst Pornografie im Internet gefunden und genutzt haben, Pornografie war die einzige Quelle über sexuelle LGBTQ-Aktivitäten, und beschrieben Pornografie als eine „Anleitung“ für sexuelle Aktivitäten.[19] Wenn diese Videos lehrreiche Informationen enthielten (z. B. Verhütung bei sexuellen Aktivitäten, sexuelles Einvernehmen, gegenseitiges sexuelles Vergnügen), könnten solche Inhalte wichtige Informationen liefern.[19] Sie würden aber auch andere Quellen verwenden, wenn sie einfach im Internet zu finden wären, und es mehr in der Schule oder mit den Eltern behandelt worden wäre.[19] Mit der Zeit würden LGBTQ-Jugendliche genug Informationen über LGBTQ-Aktivitäten gelernt haben und Pornografie wie andere in ihrem Alter verwenden.[19][5] Junge Menschen beschrieben Pornografie auch als „sicheren Raum“ für sexuelle Erkundung und Ausdruck und Sinnstiftung, von sexuellen Identitäten und Gefühlen, die in der Mainstream-Kultur stigmatisiert werden, insbesondere denen von jungen Frauen und jungen Menschen mit LGBTQ+-Identitäten.[16]

## Auswirkungen von Pornografie
Für die Erforschung der Auswirkungen von Pornografie auf Jugendliche werden Umfragen genutzt, da experimentelle Forschung in der Regel aufgrund von gesetzlichen und/oder ethischen Gründen nicht möglich ist. In den Umfragen sprachen mehrere Junge-Menschen offen über ihre Nutzung von Pornografie. Für einen Studienautor deutete dies auf eine „Verschiebung der Position (der Pornografie) als pervers, abartig oder schändlich“ hin. Die Forschung basiert auf der Feststellung von Korrelationen, wodurch es nur möglich ist, kausale Vermutungen anzustellen (eine Korrelation impliziert keine Kausalität). Das bedeutet, dass es nicht möglich ist, Schlussfolgerungen darüber zu ziehen, ob die Zusammenhänge eine Folge oder eine Ursache des Betrachtens von Pornografie sind. Es könnte beispielsweise sein, dass Pornografie zu geschlechtsstereotypischen Überzeugungen, wie der Betrachtung von Frauen als Sexobjekte führt, oder ob Jugendliche mit geschlechtsstereotypischen Überzeugungen sich stärker zu Pornografie hingezogen fühlen, oder dass mehrere einzelne Aspekte dazu führen, dass Jugendliche Frauen als Sexobjekte wahrnehmen und Pornografie nur eine Verstärkerrolle spielt. Zugleich ist es auch möglich, dass die zwei Aspekte in keinem Zusammenhang stehen und der berichtete Zusammenhang nur Zufall ist.
Die meisten Studien kommen aus den Niederlanden und aus Schweden, (in diesen Ländern ist Pornografie ab 16 bzw. 15 Jahren erlaubt) und generell wohlhabenden Ländern. Dies ermöglicht keine Verallgemeinerung auf sexuell konservativere Länder. Die Studien zu Pornografie stehen in einem Paradigma der „negativen Auswirkungen“, die von Risiken oder Schäden ausgehen, mögliche positive Auswirkungen werden vernachlässigt. Laut Patti Valkenburg kann dies durch theoretische Überlegungen und durch kulturelle Anliegen der Öffentlichkeit gerechtfertigt sein. Dazu hat sie angegeben, dass viele öffentliche Debatten über die Nutzung von Pornografie durch Jugendliche dazu neigen, sich auf eine vereinfachte Vorstellung von Imitationslernen zu stützen, wie Jugendliche mit Pornografie umgehen und wie sie diese beeinflusst. Laut Valkenburg werden Jugendliche oft als unkritische und inkompetente Empfänger von sexuellen Medieninhalten gesehen und Erwachsene implizit mit kritischen Denkfähigkeiten in Verbindung gebracht. Es ist nicht bekannt, für welche Jugendliche die Assoziationen am stärksten oder schwächsten bzw. gar nicht vorhanden sind, auch gibt es nur wenige Informationen über die Auswirkungen bei LGBTQ-Jugendlichen. Verhaltensweisen, wie z. B. Gelegenheitssex, Analsex, freizügige sexuelle Einstellungen, oder eine größere Anzahl von Partnern, können unter bestimmten Umständen gewisse Risiken bergen. Allerdings sind keine dieser Verhaltensweisen an sich schädlich. Während manche Studien einen Zusammenhang fanden, fanden andere keinen Zusammenhang, und es ist offen, ob die Forschung jemals in der Lage sein wird, alle Fragen zur Wirkung von Pornografie auf junge Menschen mit Sicherheit zu bestimmen oder zu isolieren.

### Sexuelles Verhalten
Sexuelles Verhalten bei Jugendlichen bezieht sich auf:
- Das Auftreten von Geschlechtsverkehr und die Erfahrung mit verschiedenen Sexualpraktiken;
- Gelegenheitssexualverhalten (d. h. sexuelles Verhalten ohne Beziehungsbindung);
- sexuelles Risikoverhalten (d. h. sexuelles Verhalten, das die Wahrscheinlichkeit ungesunder Folgen erhöhen kann);
- die Ausübung sexueller Aggression sowie sexuelle Viktimisierung.

Ergebnis der Studien ist, dass der Pornografiekonsum von Jugendlichen mit dem Auftreten von Geschlechtsverkehr, mehr Erfahrung mit Gelegenheitssex und einer höheren Wahrscheinlichkeit, sexuelle Aggressionen auszuüben oder zu erleben, vor allem bei weiblichen Heranwachsenden verbunden ist. Es gab aber keine Hinweise darauf, dass häufigerer Pornografiekonsum mit einer größeren Erfahrung verschiedener Sexualpraktiken verbunden ist. Aussagekräftige Belege für einen Zusammenhang zwischen Pornografie und sexuellem Risikoverhalten fehlen. Es ist zu beachten, dass diese Ergebnisse nur grobe, unvollständige Annäherungen sind. Im Durchschnitt hatten die Jugendlichen nicht häufig Geschlechtsverkehr. Das bedeutet, dass der Pornokonsum der Jugendlichen eher mit einer niedrigen Häufigkeit dieser Verhaltensweisen und nicht mit deren massivem Auftreten zusammenhängt. Die Zahlen schwanken bei der Ausübung sexueller Aggressionen sowie auch bei der sexuellen Viktimisierung. Manche Jugendlichen ahmen nach, was sie in Pornografie sehen. Zu den Verhaltensweisen, die Jugendliche nachmachen wollen, gehört, die Löffelstellung, Oralsex und sich selbst beim Sex zu filmen (Amateurpornografie). Manche stellen sich Situationen in der Fantasie vor. Die Handlungen darunter sind: Sex unter der Dusche, einen Dreier und Analsex. Für die Jugendlichen ist es wichtig, dass man davor bespricht, was man gemeinsam machen will. Weder zu kondomlosen Sex noch zu bezahltem Sex kann eine Schlussfolgerung gezogen werden. Teenagerschwangerschaft und sexuell übertragbare Krankheiten wurden mit dem Verwenden von Pornografie verbunden.

### Geschlechterstereotype Überzeugungen
Geschlechterstereotype Überzeugungen werden verstanden als eine Überzeugung, dass traditionelle, stereotypische Vorstellungen von männlichen und weiblichen Geschlechterrollen sowie der Geschlechterbeziehungen dominieren. Bei geschlechterstereotypen Überzeugungen bezieht man sich auf fortschrittliche Einstellungen zu Geschlechterrollen (d. h. Akzeptanz von Mädchen in rauen Sportarten wie Fußball oder Hockey; sexuelles Appetenzverhalten männlicher Jugendlicher, Effeminierung), Vorstellungen von Frauen als Sexualobjekte, geschlechtsstereotypische Überzeugungen über das Machtungleichgewicht in sexuellen Beziehungen und Überzeugungen über die Gleichstellung der Geschlechter. Insgesamt ist man zum Ergebnis gekommen, dass der Pornografiekonsum von Jugendlichen mit weniger fortschrittlichen sexuellen Überzeugungen zusammenhängt, aber die Ausprägung der Überzeugungen ist gering.

### Freizügige Verhaltensweisen
Freizügige Verhaltensweisen, werden verstanden als positive Einstellung zum Sex mit Gelegenheitspartnern, typischerweise in einer unverbindlichen Situation oder außerhalb einer romantischen Beziehung. Zu freizügigen Verhaltensweisen fand man robuste Evidenz, aber die Stärke der Auswirkung war im Durchschnitt niedrig. Es ist daher von einem Zusammenhang zwischen häufigerem Pornografiekonsum und einer weniger strengen (und nicht freizügigeren) sexuellen Einstellung zu sprechen. Jugendliche, die Pornografie verwenden, haben also weniger strenge sexuelle Einstellungen als Jugendliche, die Pornografie nicht verwenden.

### Wahrgenommener Realismus
Jugendliche nehmen Pornografie in Bezug zur Ähnlichkeit mit realem Sex im Durchschnitt weder als (sozial) realistisch noch als nützliche Quelle für sexuelle Informationen wahr. Häufigerer Pornografiekonsum führte jedoch dazu, dass sie dieses Material als „weniger unrealistisch“ wahrgenommen haben. Pornografie wurde aber manchmal auch als eine zuverlässige Informationsquelle gesehen, wenn nützliche Informationen darin vorhanden war, und andere argumentieren, dass es bei dem Aspekt der Realitätsnähe auf die jeweiligen sexuellen Praktiken ankommt. Jugendliche zeigten „Pornokompetenz“ oder kritische und analytische Denkfähigkeiten, die laut Jugendlichen besser eingesetzt werden können, je älter man ist, und je mehr Erfahrung man hat. Die Unterschiede zwischen Pornografie und realen sexuellen Situationen waren nach Ansicht der Jugendlichen: Botschaften über Sex, Körper, Lust und „riskante“ sexuelle Handlungen, das Fehlen von Emotionen, übertriebenes Aussehen und Leistung, lange Dauer des Sex, die Geschwindigkeit von Sex, künstliche/inszenierte Handlungen, krasses, wildes, hartes und lautes Verhalten, fehlen eines Vorspiels, sexuelle Aggressionen, die Rollen von Frauen und Männern in der Pornografie, die nicht angemessenen Darstellungen von ausgegrenzten Identitäten, die lieblosen Inhalte, und die Abstinenz von Kondomen wurden als unrealistisch und irreführend beschrieben. Jugendliche beschrieben, dass die Inhalte mehr Show als echter Sex sind. Das wurde auch von Jugendlichen wiedergegeben, die keine Pornografie gesehen haben. Manche Jugendliche waren besorgt, dass andere Konsumenten (aber nicht sie selbst), falsche Lehren oder unrealistische Erwartungen (durch den Third-Person-Effect) aus der Pornografie ziehen könnten und körperliche Schäden durch das Replizieren von Pornografie erleben könnten. Laut den Jugendlichen spiele sich echter Sex, mit Lust, Sinnlichkeit, Gefühle, Liebe, langsameren Handlungen ab, man lässt sich davor mehr Zeit. Thematisch geht es um dasselbe, aber die Umsetzung ist anders. Die Jugendlichen trennen reale und digitale Welt.

### Sexuelle Selbstentfaltung
Bei der sexuellen Selbstentfaltung, bezog man sich auf die Aspekte sexuelle Unsicherheit, Depressionen durch Pornografie, Selbstobjektivierung und die Verinnerlichung von Schönheitsidealen sowie Körperüberwachung, Selbst- und Körperbild von Jugendlichen, Beschäftigung mit sexuellen Themen, sexuelle Unzufriedenheit, sexuelle Selbstentwicklung, sexuelle Erregung und sexuelle Erfahrungen. Die Forschung deutet auf einen Zusammenhang zwischen der Nutzung von Pornografie durch Jugendliche und verschiedenen Konzepten im Zusammenhang mit der sexuellen Selbstentfaltung von Jugendlichen hin, aber aussagekräftige Zusammenhänge konnte man nicht finden. Durch die Verwendung von Pornografie durch junge Menschen wurden geringere Angstgefühle im Zusammenhang mit frühen sexuellen Erfahrungen und eine höhere sexuelle Zufriedenheit in festen und lockeren Beziehungen beschrieben, und die Möglichkeit komfortabler über Sex zu sprechen. Für manche dient Pornografie zum Betrachten von Körpern, insbesondere die Amateur-Pornografie, wodurch das Selbstwertgefühl gestärkt werde. Pornografie hat nur eine geringe Auswirkung auf die Fantasien von männlichen Jugendlichen – sie stellen sich Personen aus dem sozialen Umfeld dar, in sexuellen Erlebnissen, die auch manchmal weitergedacht werden, während Pornostars nicht in der Vorstellung auftreten. In den Situationen der Fantasie sind sie die Akteure, die auch romantischer und gefühlvoller sind.

### Erfahrungen
Manche Jugendliche erleben Schuld und Schamgefühle durch die Verwendung von Pornografie, was zu Gefühlen von innerem Konflikt und einem Gewissensproblem führt. Jugendliche können die emotionalen und physiologischen Vorteile der Pornografie nicht mit ihrer Kritik an der Ethik der Pornografie und der mangelnden gesellschaftlichen Akzeptanz von Pornografie und Sexualität im Allgemeinen in Einklang bringen. Für Jugendliche steht Pornografie im Spannungsfeld zwischen modernen und traditionellen Werten in Bezug auf Sex, zwischen privatem und öffentlichem Verhalten und zwischen einer „allgemein negativen, angstbesetzten öffentlichen Debatte über Pornografie ... [und] der Normalisierung der medialen Sexualisierung“. Manche Jugendliche sprachen davon, dass andere Jugendliche – wenn auch nicht sie selbst – von Pornografie negativ beeinflusst werden könnten, insbesondere jüngere Jugendliche. Es wird vermutet, dass sich diese Angaben, auf eine Verzerrung durch soziale Erwünschtheit in der Pornografieforschung zurückführen lässt, oder auf den Dritte-Person-Effekt. Laut Aleksandar Štulhofer gibt es nur wenig Forschung zu problematischem Pornografiekonsum (Pornosucht) bei Jugendlichen. Ein Jugendlicher sprach von Sucht bei der Verwendung von Pornografie. Er hatte Angst, die Kontrolle über den Konsum zu verlieren. Für diesen Jugendlichen war es ein Problem zu Pornografie zu masturbieren, da er immer einen Drang zur Masturbation hatte, wenn er Pornografie sieht – er findet das ekelig und verletzend gegenüber von Frauen. Er empfand Masturbieren auch als eine Zeitverschwendung, da er an manchen Wochen zehn Stunden mit Selbstbefriedigung und Pornografie verbracht hatte und pro Tag zu dreimal onaniere. Daraufhin habe er mit Pornografie und Masturbation aufgehört. Es wurde ein Mangel an Unterstützungsmechanismen für Jugendliche festgestellt, bei dem jungen Menschen über ihre negativen Erfahrungen sprechen können. Einige junge Menschen beschrieben, dass ihre Eltern Gespräche über Pornografie und Sex aus dem Weg gingen. Für etwa 32 % der Eltern von Jungen, und 37 % der Eltern von Mädchen, ist Pornografie ein problematischer Themenbereich. Und die Jugendlichen äußerten Befürchtungen, dass eine Ertappung mit Pornografie zu einer Bestrafung durch Eltern oder Schule führen könnte, sodass Erwachsene als ambivalent oder unsicher wahrgenommen werden, wenn sie Fragen oder Neugierde zum Thema Pornografie hätten. Unter Gleichaltrigen gäbe es auch keinen Raum, diese Themen zu besprechen. Manche Jugendliche, die an Studien teilnahmen, konnten ihre Besorgnisse erst in den Studien besprechen, an den sie teilnahmen, da sie davor noch nicht die Möglichkeit dazu gehabt hätten. Diese Studien fungierten dabei als Interventionen. Bei 22 % der Jugendlichen wurde Pornografie im Sexualkundeunterricht behandelt, wobei 11–14 % der Jugendlichen mehr über Pornografie wissen wollen. Das Vorkommen ist bei Migrationshintergrund erhöht. Die Fähigkeit den Pornokonsum zu kontrollieren, wurde durch gute Beziehungen und Räume unterstützt, in denen die Jugendlichen offen und authentisch sprechen konnten. Die Jugendlichen sahen in einer besseren Kommunikation über Pornografie und Sex eine Möglichkeit, die Einstellung der Jugendlichen zu Sex zu verbessern und die Motivation, Pornografie zu konsumieren, zu verringern, die sexuelle Stigmatisierung und den sexuellen Missbrauch zu verringern und den jungen Menschen Vertrauen und Respekt entgegenzubringen. Es wird empfohlen, bei der Erziehung altersgerecht auf sexuelle Fragen zu antworten und sexuell aufzuklären, um die Übernahme eines Sexualitätsbildes aus der Pornografie zu vermeiden. Manche Jugendliche sind der Meinung, dass sie die Fähigkeiten besitzen, unerwünschte pornografische Inhalte zu vermeiden und widersprüchliche Gefühle und potenzielle Folgen, die sich aus dem Betrachten von Pornografie ergeben könnten, abmildern zu können. Daneben beschrieben sie, wie sie unerwünschten Inhalt umgehen können, und mit ihren negativen Gefühlen umgehen können. Ohne Diskussionen und ohne andere Perspektiven zu Sex, führt Pornografie, nach Ansicht der Jugendlichen, zu einem Druck, bestimmte sexuelle Handlungen auszuführen, zu vermindertem Selbstwertgefühl, Diskrepanzen in den Erwartungen zwischen Sexualpartnern, Enttäuschung bei einer sexuellen Erfahrung oder unnötige körperliche Schmerzen, Normalisierung von Gewalt, Belästigung, Nötigung und Übergriffigkeit. Manche Frauen erlebten Nötigung und Belästigung.

### Sonstiges
Es ist derzeit noch unklar, ob der Konsum von Pornografie unterschiedliche Auswirkungen auf Jugendliche und Erwachsene hat. Es konnten riskantes Sexualverhalten sowie eine bestimmte stereotype Geschlechtervorstellung (wie die Vorstellung, dass Frauen „nein“ sagen, wenn sie tatsächlich Sex haben wollen) bei Erwachsenen, nicht aber bei Jugendlichen gefunden werden. Zusammenhänge zwischen Pornografiekonsum und einer freizügigen sexuellen Einstellung konnten bei Jugendlichen und Erwachsenen gleichermaßen gefunden werden. Vermutlich reagiert das Gehirn von Jugendlichen empfindlicher für sexuell explizites Material als das von Erwachsenen, jedoch sind noch weitere Forschungsergebnisse für eine gesicherte Aussage notwendig.